# Mimudea phialusalis
Mimudea phialusalis là một loài bướm đêm trong họ Crambidae.